# Plaça d'Islàndia
La plaça d'Islàndia és un espai de forma triangular, delimitat pels carrers dels Bofarull, d'Espronceda i de Palència, al barri de Navas de Barcelona.

## Història i descripció
Va ser inaugurada l'11 d'abril del 1995 amb la presència de la presidenta d'Islàndia, Vigdís Finnbogadóttir; l'alcalde de Barcelona, Pasqual Maragall, i el regidor Antoni Santiburcio. L'obra va ser subvencionada per dues empreses islandeses importadores de bacallà i la línia aèria Islandair, i el dia de la col·locació de la primera pedra s'hi van posar a més els diaris de Barcelona, un exemplar del diari de Reykjavík Morgunbladid i la bandera islandesa.
El projecte va ser obra dels arquitectes Andreu Arriola Madorell i Carme Fiol i Costa (Arriola & Fiol Arquitectes), que hi van col·locar una font, de la que emergeix un guèiser, en referència a Islàndia, i amb fileres d'arbres que segueixen el curs del Rec Comtal, que passa per sota del carrer dels Bofarull i que durant segles va proveir d'aigua aquesta zona de la ciutat. Una línia doble de lloses de ferro i formigó ressegueix les dels arbres, de manera que una suporta els escocells i l'altra les columnes de l'enllumenat. La resta del paviment, fet de llambordes de terracota, es disposa de manera perpendicular a aquelles.